# ژوزف دومبی
ژوزف دومبی (انگلیسی: Joseph Dombey; ۲۰ فوریهٔ ۱۷۴۲ – ۱ ژانویهٔ ۱۷۹۴) گیاه‌شناس، و طبیعت‌شناس اهل فرانسه بود.